# Пам'ятник Йосифу Білану
Пам'ятник Йосифу Білану в Колиндянах — пам'ятник  мученику за віру Йосифу Білану, встановлений в селі Колиндяни Чортківського району на Тернопільщині.
Оголошений пам'яткою монументального мистецтва місцевого значення, охоронний номер 1889.

## Історія
Пам'ятник встановлено 1999 року на подвір'ї родинного села.
Скульптор — В. Садовник.